# Otto Zdansky
Otto Karl Josef Zdansky (* 28. November 1894 in Wien; † 26. Dezember 1988 in Uppsala, Schweden) war ein österreichischer Paläontologe und Paläoanthropologe. Ab 1921 leitete er die ersten Ausgrabungen der geologischen Behörde Chinas in der Unteren Höhle des Drachenknochen-Hügels von Zhoukoudian, wo Ende der 1920er-Jahre mehrere Schädel von 400.000 bis 500.000 Jahre alten Fossilien der Gattung Homo freigelegt wurden, genannt Peking-Mensch.

## Leben
Otto Zdansky studierte an der Universität Wien und promovierte am 21. März 1921 im Fach Paläontologie „Über die Temporalregion des Schildkrötenschädels“. Im Gedenkbuch für die Opfer des Nationalsozialismus an der Universität Wien heißt es: „1940 wurde ihm der Grad aus rassistischen Gründen aberkannt, da er im Nationalsozialismus ‚als Jude als eines akademischen Grades einer deutschen Hochschule unwürdig‘ galt.“ Erst im Jahr 2008 wurde ihm der Doktor-Grad postum wieder zugesprochen.
Von 1924 bis 1927 arbeitete er in Uppsala als Techniker. 1927 erhielt er eine Professur an der Universität von Kairo und behielt diese bis 1950, danach ging er nach zurück nach Uppsala und bearbeitete am Evolutionsmuseum der Universität Uppsala seine Sammlungen aus den Grabungen in Zhoukoudian.

## Forschung
Als Assistent von Johan Gunnar Andersson entdeckte Zdansky 1921 in Zhoukoudian den ersten fossilen Zahn, der später von ihm als zugehörig zu Homo eingeordnet wurde. 1926 entdeckte er einen weiteren Zahn, die er beide – einen oberen Molaren und einen unteren Prämolaren – 1927 im Bulletin of the Geological Survey, China als Zähne eines fossilen Vertreters der Gattung Homo beschrieb. Davidson Black benannte diese Fossilien im gleichen Jahr als Sinanthropus pekinensis („Peking-Mensch“). Später wurden sie Homo erectus zugeordnet.

## Belege
1. ↑  Gedenkbuch für die Opfer des Nationalsozialismus an der Universität Wien. Auf: gedenkbuch.univie.ac.at
2. ↑  Otto Zdansky (1894–1988). (Memento vom 24. September 2015 im Internet Archive) Im Original publiziert auf: evolutionsmuseet.uu.se
3. ↑  New Mexico Museum of Natural History and Science, Bulletin 19 (PDF; 930 kB) (Memento vom 4. Juni 2011 im Internet Archive) Vincent L. Morgan und Spencer G. Lucas: Walter Granger, 1872-1941, Paleontologist. S. 22 ff.
4. ↑  Otto Zdansky: Preliminary notice on two teeth of a hominid from a cave in Chili (China). In: Bulletin of the Geological Survey, China. Band 5, Nr. 3–4, 1927, S. 281–284, doi:10.1111/j.1755-6724.1926.mp53-4007.x.
5. ↑   Davidson Black: On a Lower Molar Hominid Tooth From the Chou Kou Tien Deposit. In: Paleontologia Sinica. Serie D, Band. 7 Faszikel I, 1927
6. ↑  Gary J. Sawyer, Viktor Deak: Der lange Weg zum Menschen. Lebensbilder aus 7 Millionen Jahren Evolution. Spektrum Akademischer Verlag, Heidelberg, 2008, S. 127 f.

| Personendaten    | Personendaten                      |
| ---------------- | ---------------------------------- |
| NAME             | Zdansky, Otto                      |
| ALTERNATIVNAMEN  | Zdansky, Otto A.; Stausky, Otto    |
| KURZBESCHREIBUNG | österreichischer Paläoanthropologe |
| GEBURTSDATUM     | 28. November 1894                  |
| GEBURTSORT       | Wien                               |
| STERBEDATUM      | 26. Dezember 1988                  |
| STERBEORT        | Uppsala, Schweden                  |